# روبرتو بوينو كامبوس
روبرتو بوينو كامبوس هو سياسي مكسيكي، ولد في 21 يناير 1946 في ولاية فيراكروز في المكسيك. نشط حزبياً في حزب العمل الوطني. وقد انتخب عضو مجلس النواب المكسيك ‏.